# Wilma Hannig
Wilma Hannig (Traiguén, 1920) es una escultora y artista visual chilena. Ejerció como profesora de Escultura en la Escuela de Bellas Artes por casi veinte años, para posteriormente dedicarse a la técnica del tapiz, aplicando sus conocimientos de psicología y lectura del Tarot.

## Biografía
Nació en Traiguén, Chile en 1920. Ingresó a la Escuela de Bellas Artes de la Universidad de Chile en 1948, para estudiar Cerámica y luego Escultura, entre 1954 y 1960. Fue alumna de José Perotti, Julio Antonio Vásquez y Lily Garafulic. Se especializó en escultura y cerámica en la Escuela de Artes Aplicadas de la misma casa de estudios. En 1960 recibió una beca del Servicio Alemán de Intercambio Académico que le permitió realizar cursos de postgrado en las Academias de Arte de Dusseldorf y Berlín, en Alemania. En 1961 recibió una beca para estudiantes extranjeros del Ministerio de Relaciones Exteriores de Italia. 
Pertenece a la llamada Generación del Cincuenta de escultores chilenos. Desde principios de la década del setenta participó en la organización de centros de arte en Arica, Chile. En 1973 vivió en los Estados Unidos donde instaló un taller particular y trabajó Como profesora de escultura en la Universidad de Berkeley en California.

## Actividad docente
Entre 1964 y 1977 se desempeñó como profesora Auxiliar de la Escuela de Bellas Artes de la Universidad de Chile y como profesora titular hasta 1982. Entre 1965 y 1980 fue profesora de escultura en la Universidad Católica de Santiago.

## Obra
Su obra escultórica, que desarrolló hasta ser desvinculada de la Universidad de Chile en 1981, se caracteriza por trabajar en torno a la figura humana desde la abstracción de las formas, utilizando como técnica el desbaste de bloques de piedra.

## Premios y distinciones
- 1962 Mención Honrosa, Salón Oficial, Santiago.
- 1965 Primer Premio Salón Primavera de Ñuñoa, Santiago.
- 1965 Primer Premio Segunda Bienal de Escultura, Museo de Arte Contemporáneo de Santiago.

## Exposiciones colectivas
- 1960 Salón Oficial, Santiago.
- 1962 Salón Oficial, Santiago.
- 1963 1º Bienal Internacional de Escultura.
- 1965 Salón Primavera de Ñuñoa, Santiago.
- 1965 Segunda Bienal de Escultura, Museo de Arte Contemporáneo de Santiago.
- 1970 Escultura Chilena, Universidad Católica de Chile.
- 1975 Escultura Chilena Contemporánea. Salas Nacionales de Exposición, Buenos Aires, Argentina.
- 1981 5º Bienal de Arte de Valparaíso.
- 1991 La Mujer en el Arte, Museo Nacional de Bellas Artes.
- 1992 Exposición de Escultura Chilena, Museo de Arte Contemporáneo.
- 1992 Homenaje del Día Internacional de la mujer, Ilustre Municipalidad de Pedro Aguirre Cerda.

## Obras en colecciones públicas
- MUSEO NACIONAL DE BELLAS ARTES, SANTIAGO. La Semilla, piedra, 62 cm de alto. PARQUE FORESTAL, SANTIAGO.
- Museo de Arte Contemporáneo, "Torso", c. 1965, Mármol, 79 x 42 x 46 cm.